# 1767 Lampland
1767 Lampland este un asteroid din centura principală, descoperit pe 7 septembrie 1962, de Goethe Link Obs..